# كارلوس رودريغيز (مبارز بالسيف)
كارلوس رودريغيز (بالإسبانية: Carlos Rodríguez)‏ هو مبارز بالسيف فنزويلي، ولد في 20 أبريل 1978.

## وصلات خارجية
- كارلوس رودريغيز على موقع أوليمبيديا (الإنجليزية)